# 2018 StarCraft II World Championship Series
2018 StarCraft II World Championship Series — седьмой чемпионат мира World Championship Series по StarCraft II, организованный Blizzard Entertainment и проведённый с января по ноябрь 2018 года. Как и в прошлом году, мир был поделён на два региона — WCS Korea и открытый рейтинг WCS; в каждом регионе проводились киберспортивные мероприятия, а в конце года по 8 игроков от каждого региона — победители крупнейших турниров и киберспортсмены, набравшие наибольшее количество очков за участие в турнирах — приглашались на мировой финал, проводимый в рамках выставки BlizzCon 2018, и сражались за звание чемпиона мира. Как и в прошлом году, было организовано два глобальных соревнования — Intel Extreme Masters Katowice и GSL vs. The World. Призовой фонд мирового финала и IEM Katowice был увеличен за счёт краудфандинга.
Чемпионом мира стал Йоона «Serral» Сотала, второе место занял Ким «Stats» Дэ Ёп, а третье поделили между собой Ким «sOs» Ю Джин и Ли «Rogue» Бён Рёль (матч за третье место не проводился).

## Предыстория и формат
Планы на 2018 год были опубликованы в декабре 2017 года. Мир, как и на чемпионате прошлого года, остался поделён на открытый рейтинг WCS (англ. WCS Cicuit), защищённый региональной блокировкой, и WCS Korea. На мировой финал отправлялось по 8 игроков из каждого региона — победители самых престижных турниров и киберспортсмены, набравшие наибольшее количество очков WCS в своём регионе, дающихся за участие в киберспортивных соревнованиях.
В некорейском регионе, как и в прошлом году, в рамках мероприятий DreamHack было проведено 4 отборочных соревнования; 3 из них остались неизменными с прошлого года — WCS Austin (Остин, США), WCS Valencia (Валенсия, Испания) и WCS Montreal (Монреаль, Канада), — а четвёртым стал WCS Leipzig (Лейпциг, Германия), проводимый в начале года. В корейском регионе отборочными остались три сезона Global StarCraft II League. Как и в прошлом году, в WCS было включено два глобальных соревнования — Intel Extreme Masters Katowice, победа на котором также даёт слот на WCS Global Finals, и GSL vs. The World.
В 2018 году было введено два трофейных фонда (англ. War Chest, внутриигровые предметы, часть вырученных средств с продажи которых идёт в призовой фонд турниров): один увеличивал призовой фонд IEM Katowice, второй — WCS Global Finals.

## Отборочные соревнования

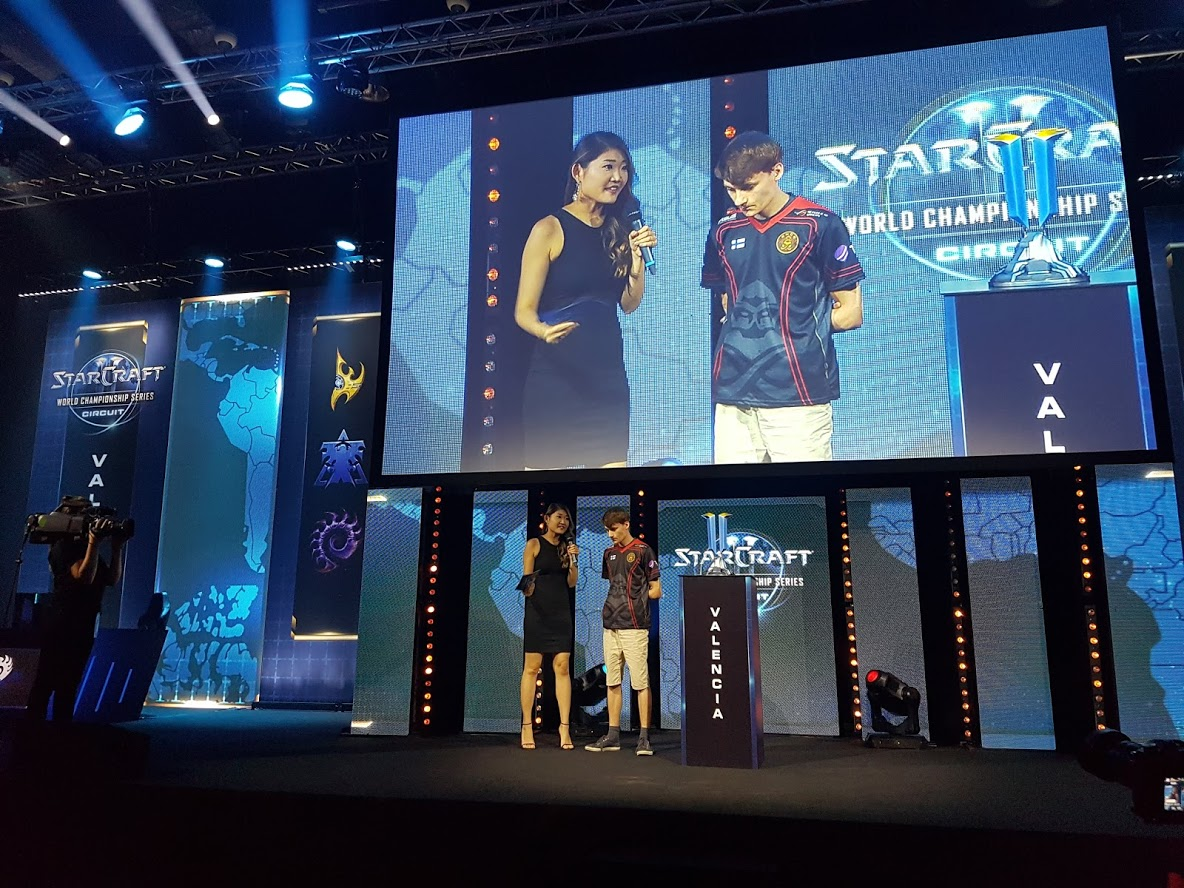
Йооной «Serral» Сотала даёт интервью Сью «Smix» Ли после матча на 2018 WCS Valencia

### Открытый рейтинг WCS
Все 4 чемпионата открытого рейтинга WCS были выиграны Йооной «Serral» Соталой. На WCS Leipzig он обыграл в финале Тобиаса «ShoWTimE» Зибера со счётом 4:2; на WCS Austin он обыграл Гжегожа «MaNa» Коминча со счётом 4:2; WCS Valencia закончился его победой над Ке «Has» Ю Фенгом со счётом 4:1, а на WCS Montreal он обыграл Риккардо «Reynor» Ромити со счётом 4:3.

### WCS Korea
Все три сезона Global StarCraft II League были выиграны Чо «Maru» Сон Чу. В первом сезоне он обыграл в финале Ким «Stats» Дэ Ёпа со счётом 4:2, во втором сезоне выиграл у Джу «Zest» Сон Вука с разгромным счётом 4:0, а третий сезон закончился его победой над Чон «TY» Тае Янгом со счётом 4:3.

### Глобальные соревнования
На IEM Katowice как действующий чемпион мира был приглашён Ли «Rogue» Бён Рёль, остальные игроки попали на турнир через открытые отборочные и офлайн-квалификацию. Победителем турнира стал Rogue, обыгравший в финале Ким «Classic» Дох У со счётом 4:0.
Участники GSL vs. The World, прошедшего 2—5 августа в Сеуле, были частично набраны по приглашениям организаторов, частично по голосованию зрителей. Победителем соревнования стал Йоона «Serral» Сотала, обыгравший в финале Ким «Stats» Дэ Ёпа со счётом 4:3.

## Мировой финал
Первые матчи мирового финала прошли с 25 по 29 октября в городе Бербанк, а основная часть финала прошла в рамках выставки BlizzCon 2018 в Анахайме, Калифорния, США, прошедшей 2—3 ноября 2018 года.
Одним из самых ожидаемых матчей было противостояние Йооны «Serral» Соталы, победившего на всех турнирах открытого рейтинга, и Чо «Maru» Сон Чу, победившего на всех трёх сезонах корейской GSL, однако ему не суждено было случиться: Maru проиграл в четвертьфинале своему сокоманднику Ким «sOs» Ю Джину со счётом 0:3. Serral благополучно дошёл до финала, где встретился с Ким «Stats» Дэ Ёпом и одержал над ним победу со счётом 4:2. Йоона Сотала стал первым некорейцем, признанным чемпионом мира, за почти 20-летнюю киберспортивную историю игр серии StarCraft.
Матчи групповой стадии прошли в формате до двух побед, плей-офф — до трёх побед, а финал — до четырёх побед. Призовой фонд мирового финала составил 700 000 долларов США, из которых 280 000 долларов получил чемпион. Турнирная таблица плей-офф финала:
|  | Четвертьфиналы | Четвертьфиналы | Четвертьфиналы |  |  | Полуфиналы | Полуфиналы | Полуфиналы |   |           | Финал     | Финал | Финал |
|  |                |                |                |  |  |            |            |            |   |           |           |       |       |
|  | (т) Maru       | (т) Maru       | 0              |  |  |            |            |            |   |           |           |       |       |
|  | (п) sOs        | (п) sOs        | 3              |  |  | (п) sOs    | (п) sOs    | 0          |   |           |           |       |       |
|  | (т) SpeCial    | (т) SpeCial    | 1              |  |  | (п) Stats  | (п) Stats  | 3          |   |           |           |       |       |
|  | (п) Stats      | (п) Stats      | 3              |  |  |            |            |            |   | (п) Stats | (п) Stats | 2     |       |
|  | (з) Rogue      | (з) Rogue      | 3              |  |  |            | (з) Serral | (з) Serral | 4 |           |           |       |       |
|  | (т) TY         | (т) TY         | 2              |  |  | (з) Rogue  | (з) Rogue  | 1          |   |           |           |       |       |
|  | (з) Dark       | (з) Dark       | 0              |  |  | (з) Serral | (з) Serral | 3          |   |           |           |       |       |
|  | (з) Serral     | (з) Serral     | 3              |  |  |            |            |            |   |           |           |       |       |
|  |                |                |                |  |  |            |            |            |   |           |           |       |       |
|  |                |                |                |  |  |            |            |            |   |           |           |       |       |